# 주기 (그릇)

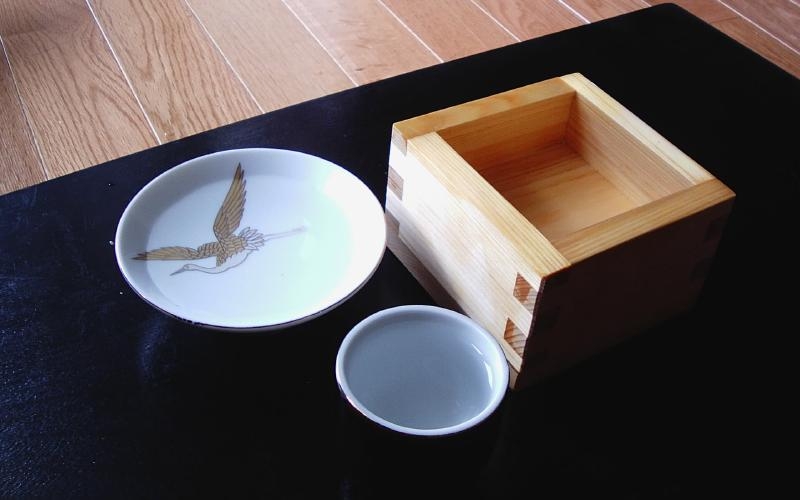

주기(酒器) 또는 슈키는 사케를 담는 데 사용되는 병과 잔으로 구성된다. 주기는 일반적으로 세라믹이지만 목재, 옻칠한 목재, 유리 또는 플라스틱일 수도 있다. 병과 잔은 개별 판매되거나 세트로 판매될 수 있다.

## 병
주기의 병은 도쿠리(徳利)라는 병이다. 도쿠리는 일반적으로 목이 좁고 둥그스름하지만, 주둥이가 있는 가타쿠치를 포함하여 각기 다른 다양한 모양을 가질 수도 있다. 전통적으로 따뜻하게 덥힌 사케는 뜨거운 물이 담긴 냄비에 사케를 채운 도쿠리를 넣어 데워지는데, 목이 좁아져 열이 빠져나가는 것을 방지한다. 일본의 오뎅 바와 료테이 같은 보다 정통적인 장소에서는 사케를 데워서 치로리(銚釐) 또는 탄포(湯婆)라고 하는 금속 용기에 담아 제공하기도 한다. 최근에는 사케를 차갑게 하기 위해 유리 치로리를 사용하기도 한다.